# Dorfkirche Pinnow (Hohen Neuendorf)

Seitenansicht der Dorfkirche Pinnow

Die Dorfkirche in Pinnow, einem Wohnplatz des Hohen Neuendorfer Stadtteils Borgsdorf, ist ein im neuromanischen Stil errichteter Backsteinbau aus dem 19. Jahrhundert.

## Vorgeschichte
Der erste schriftliche Nachweis über eine Kirche in Pinnow stammt aus dem Jahr 1597. Diese Kirche verfiel, als infolge des Dreißigjährigen Krieges Pinnow und der damalige Nachbarort Borgsdorf völlig entvölkert wurden. Eine neue Fachwerkkirche an der Stelle des heutigen Baus wurde in den 1680er-Jahren errichtet. Diese Kirche war 12 m × 7,5 m groß, hatte einen kleinen Turm und war zeitweise Filialkirche von Heiligensee, Stolpe und Birkenwerder.

## Baugeschichte
Ab Mitte des 19. Jahrhunderts war, vor allem durch entstehende Ziegeleien in der Umgebung und der steigenden Bedeutung der Havel als Verkehrsweg, ein starker Bevölkerungszuwachs zu verzeichnen. Unter der Aufsicht des Geheimen Oberbaurates Friedrich August Stüler begann 1861 der Bau eines repräsentativen Kirchenbaus. Auf einem Sockel aus Rüdersdorfer Kalkstein entstand bis zum Jahre 1862 eine neuromanische Saalkirche mit schlankem Westturm aus gelben Birkenwerderer Ziegelsteinen. Der Kirchenbau, der 7860 Taler gekostet hatte, war für die Pinnower, die Herrschaft des Pinnower Guts und die am gegenüberliegenden Havelufer wohnenden Borgsdorfer Einwohner gedacht. 1888 wurde die Inneneinrichtung mit einer Lang-Orgel vervollständigt; 1921 wurde eine Heizung eingebaut. Schon wenige Jahrzehnte nach dem Bau wurden immer wieder Reparaturen notwendig, die auch größere Veränderungen am Baustil mit sich brachten. So wurde in den 1920er-Jahren eine Zwischendecke eingezogen. 
Da sich die Gemeinde, auch durch die Verlagerung des Borgsdorfer Ortszentrums nach Osten zur Berliner Nordbahn, immer weiter verkleinerte, entschloss man sich 1971, die Kirche nicht mehr zu nutzen. Fast das gesamte Inventar fiel in den 1980er-Jahren Vandalismus zum Opfer.

## Innenausstattung

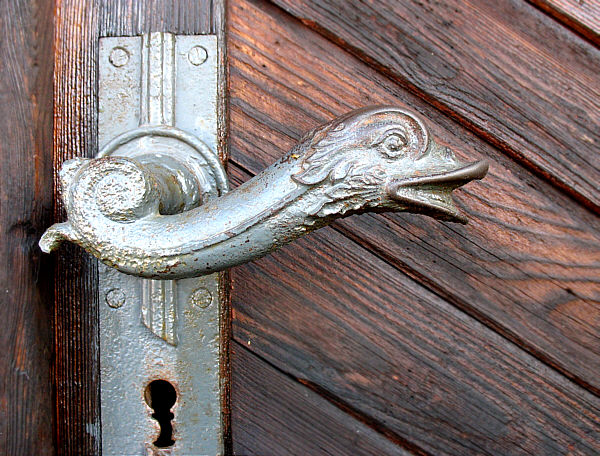
Eingangstür: Klinke im gotisierenden Stil

Auffälligstes Stück ist ein Kalksteinepitaph für den ehemaligen Rittergutsbesitzer Caspar von Klitzing aus dem Jahre 1612, der – ebenso wie ein Taufbecken von 1613 – aus dem ersten Kirchenbau übernommen wurde.
Die nicht mehr auffindbaren Kanzelfiguren konnten 2004 in den Originalformen wieder neu gegossen werden.
Eine der ursprünglich zwei Bronzeglocken aus dem Jahr 1861 hängt noch immer im Turm. Die andere fiel im Ersten Weltkrieg der Buntmetallabgabe zum Opfer.
Die Orgel wurde bereits 1945 zerstört und nicht wieder ersetzt.

## Die Kirche heute
Die Pinnower Dorfkirche ist die ältere der beiden Kirchen in Borgsdorf. In den 1990er-Jahren fanden sich Bürger zusammen, um sie vor dem völligen Verfall zu bewahren. Das Dach, der Turmhelm und die Turmaußenwände wurden instand gesetzt. 2002 wurde ein Förderverein gegründet. Seit 2005 ist die Pinnower Dorfkirche die erste Radfahrerkirche in Brandenburg (nahe dem Radweg Berlin–Kopenhagen). An Sommerwochenenden ist die Kirche geöffnet. Sie ist zudem für ihre kulturellen Veranstaltungen bekannt.
Im Jahr 2009 förderte die Stadt Hohen Neuendorf den Ausbau und die Erhaltung der Kirche mit insgesamt 10.000 Euro.